# Platzgen
Platzgen ist eine Schweizer Sportart, die ihren Ursprung im Mittelalter hat und vor allem im Kanton Bern gespielt wird. 

## Spielbeschreibung
Ziel des Spiels ist, eine speziell gefertigte Metallscheibe («Platzge») von höchstens 18 cm Durchmesser und 1–3 kg Gewicht über eine Distanz von 17 m in ein kreisförmiges Ziel aus Lehm («Ries») zu werfen. Das Ries hat einen Durchmesser von 1,4 m und ist hinten um 25 cm erhöht. In der Mitte des Rieses befindet sich ein 35 bis 40 cm hoher eiserner Stock ("Schwirren"), der senkrecht zur Zieloberfläche steht.
Die maximale Punktzahl von 100 ist dann erreicht, wenn die Platzge den Schwirren berührt. Für jeden Zentimeter Abstand vom Schwirren wird ein Punkt abgezogen.

## Vereine
Aktuell sind um die 43 Vereine gemeldet.